# Found
Found ist eine US-amerikanische Fernsehserie, die von Nkechi Okoro Carroll konzipiert und seit dem 3. Oktober 2023 auf NBC erstausgestrahlt wird. Die Hauptrollen in dem prozeduralen Krimidrama spielen Shanola Hampton, die mit ihrer Rolle in der Fernsehserie Shameless bekannt wurde, Kelli Williams (Lie to Me) und Mark-Paul Gosselaar (California High School).

## Handlung
Gabi Mosely und ihr Krisenmanagementteam arbeiten daran, vermisste Personen zu finden, von denen sie glauben, dass sie vom System übersehen werden. Ihr Team besteht aus Experten, die entführte Personen waren oder kannten. Als junges Mädchen selbst Opfer einer Entführung, entführte Mosely als Erwachsene ihren Entführer (bekannt als Sir) und hielt ihn in ihrem Keller als Geisel, als sie ihn vor sieben Monaten fand. Sie nutzt ihn, um ihr bei der Lösung von Fällen zu helfen und eine Chance auf Erlösung zu bekommen.